# Smögen
Smögen es una localidad situada en el municipio de Sotenäs, provincia de Västra Götaland, Suecia. Es una de las "ciudades veraniegas" más visitadas de la costa oeste Sueca. 

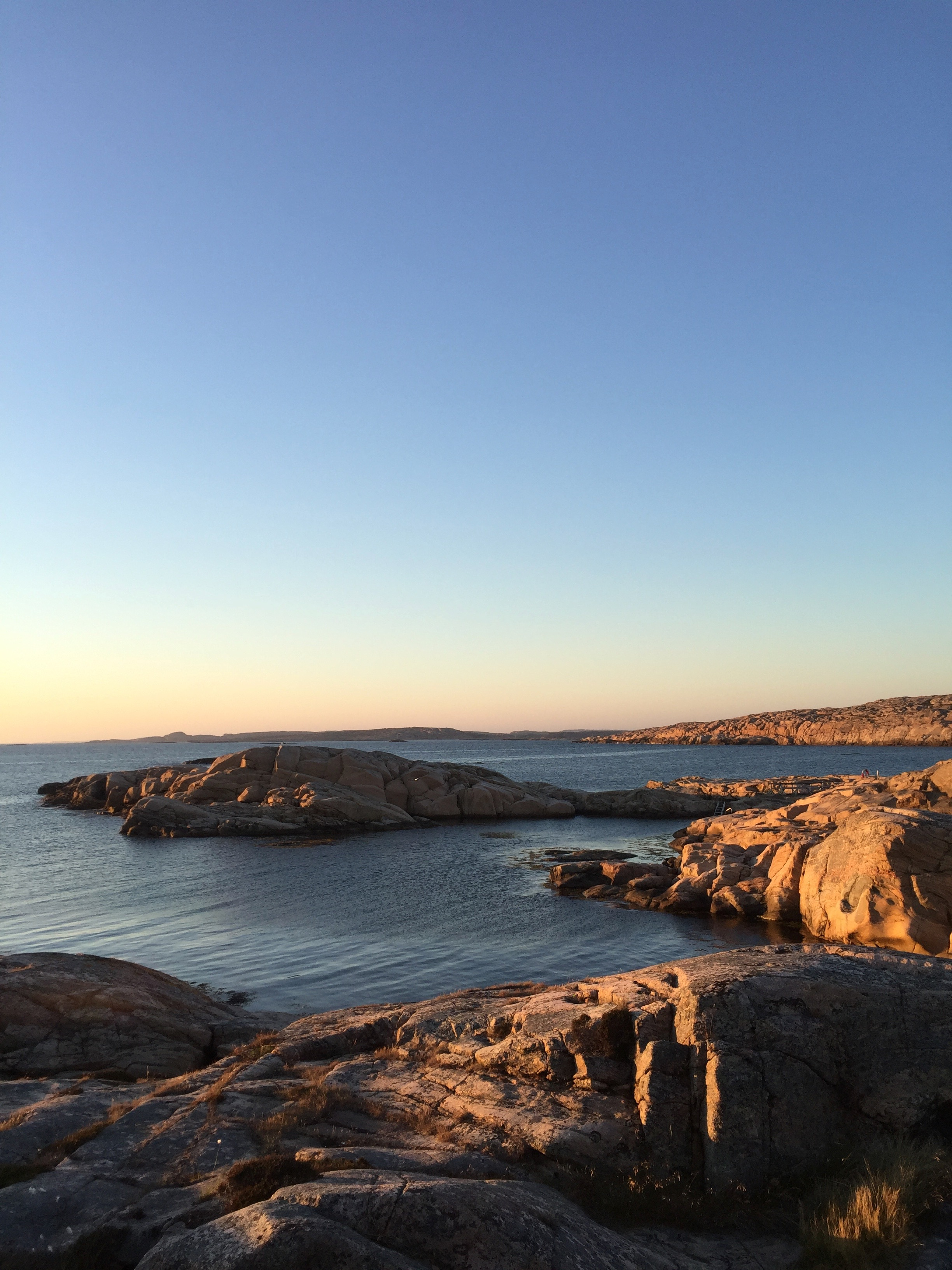
Paisaje en Smögen

La comunidad se ubicó entre varias islas que estaban muy juntas, esto hizo que espacio intermedio se llenara y ahora se consideran como una sola isla. La parte sur se compone principalmente de la isla Smögen, que se encuentra en el centro. Alrededor se encuentra el sur de Kleven, en el noroeste Sandön, y en el noreste, Hasselön. La isla está conectada al pueblo vecino Kungshamn por Smögenbron (puente de Smögen).
- Datos: Q2295696
- Multimedia: Smögen / Q2295696